# Langstraat
 (novembre 2018).
Si vous disposez d'ouvrages ou d'articles de référence ou si vous connaissez des sites web de qualité traitant du thème abordé ici, merci de compléter l'article en donnant les références utiles à sa vérifiabilité et en les liant à la section « Notes et références ».
Langstraat est un village (Buurtschap) néerlandais situé dans la Hollande-Méridionale, aux Pays-Bas, et dépendant de la commune de Goeree-Overflakkee. 

## Population
Il compte 170 habitants en 2007.